# Libertad (Cojedes)
Libertad – miasto w Wenezueli, w stanie Cojedes.